# زلیکا آرس
زلیکا آرس (انگلیسی: Zellyka Arce؛ زادهٔ ۲۸ ژوئیهٔ ۱۹۹۷) بازیکن فوتبال اهل مکزیک است.